# Parník Willie
Parník Willie (v anglickém originále Steamboat Willie) je americký krátký animovaný film s Mickey Mousem, jenž byl poprvé uveden 29. července 1928, se zvukem pak 18. listopadu 1928. Šlo o v pořadí třetí film s Mickeym Mousem a vůbec první animovaný film, který byl opatřen zvukem. Snímek režírovali Ub Iwerks a Walt Disney, přičemž hlavním animátorem byl Iwerks.

## Děj
Děj začíná na parníku, který kormidluje Mickey Mouse. Když přijde kapitán lodi Pete, vyžene Mickeyho z kapitánského můstku a sám se chopí kormidla. Když loď dorazí k molu, na loď tam už čekají různá zvířata. Po jejich naložení se parník rozjede a pluje pryč. Po břehu jej však dohání Minnie, které se s Mickeyho pomocí podaří dostat se na palubu parníku. Minnie při přenosu na palubu upustí kytaru a noty písně „Turkey in the Straw“, jež měla v ruce. Vše jí sežere koza. Když Minnie s Mickeym zjistí, že koza noty i s kytarou spolkla, udělají si z kozy hrací skříňku, ze které se začne ozývat melodie „Turkey in the Straw“. Mickey na to začne hrát na různé provizorní hudební nástroje (na dřevěný sud, pánvičky, kravské zuby, kachnu apod.) Mickeyho hru přeruší až kapitán, který jej zavře do místnosti s hromadou brambor, které Mickey začne škrábat. Děj končí tím, že Mickey hodí brambor po papouškovi, který se mu už podruhé v snímku smál, a sám se mu vysměje.

## Galerie

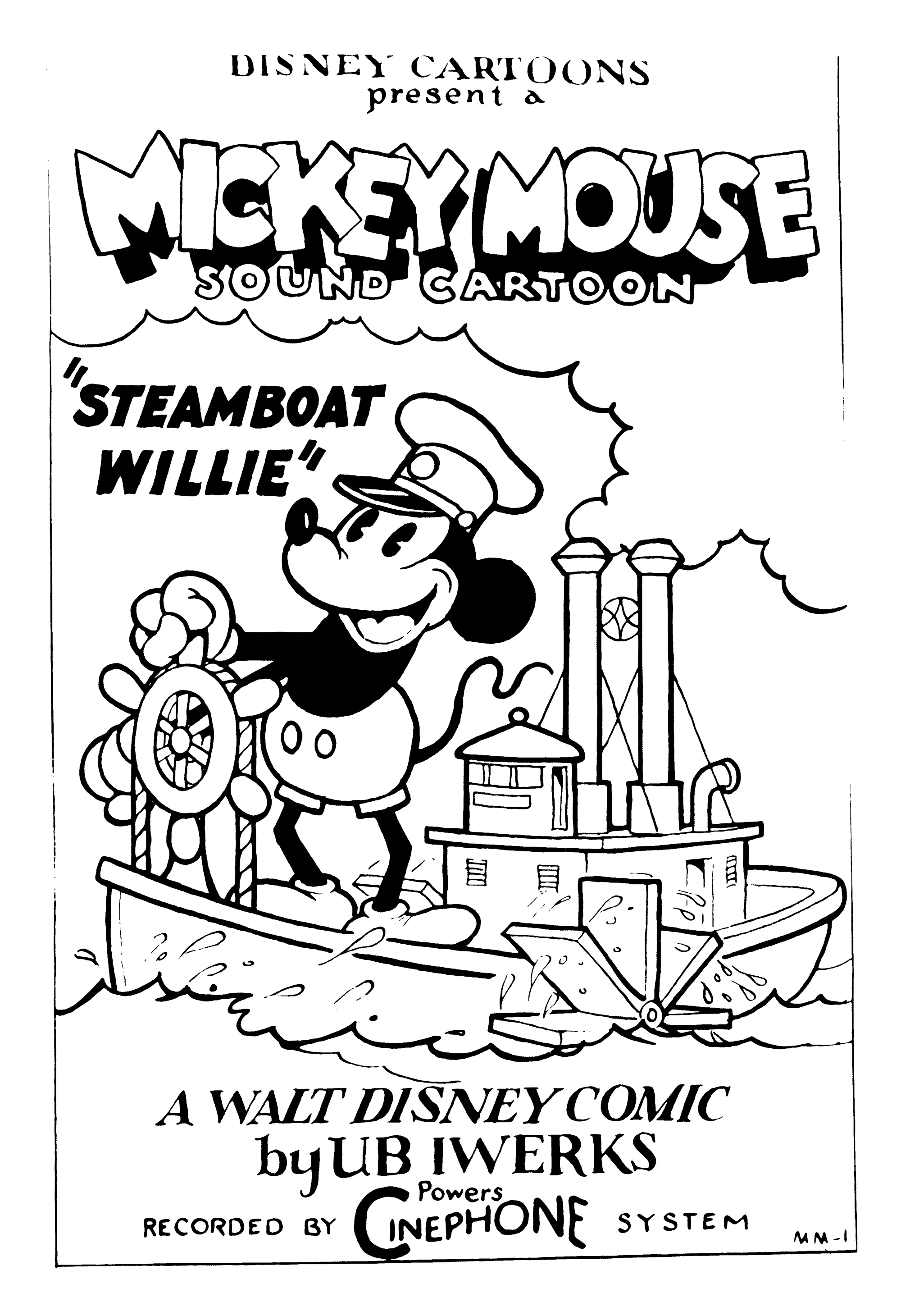
Plakát k filmu
- Celý film